# Rhododendron jinpingense
Rhododendron jinpingense är en ljungväxtart som beskrevs av Wen Pei Fang och M.Y. He. Rhododendron jinpingense ingår i släktet rododendron, och familjen ljungväxter. Inga underarter finns listade i Catalogue of Life.